# Institut de formation aux normes et technologies de l'informatique
 (janvier 2021).
Si vous disposez d'ouvrages ou d'articles de référence ou si vous connaissez des sites web de qualité traitant du thème abordé ici, merci de compléter l'article en donnant les références utiles à sa vérifiabilité et en les liant à la section « Notes et références ».
L'Institut de formation aux normes et technologies de l'informatique (IFNTI) est un institut de formation post-bac situé à Sokodé, dans la région centrale du Togo.
Fondé en 2009, il est destiné aux bacheliers et aux étudiants souhaitant se réorienter. L'IFNTI dispense une formation supérieure en licence de type LMD en informatique. L'IFNTI est une Association à but non lucratif (ASBL). Elle a pour but de contribuer a la transmission du savoir et du savoir-faire des technologies informatique en privilégiant le sens de la responsabilité et de la qualité. Initialement, la formation était un complément de formation au BTS en deux semestres. En 2014, la formation est passée sur un format licence en 6 semestres.

## Historique

### Fondateurs
Jean-Pierre Paillard est ingénieur informaticien de l’ENSIMAG, Grenoble. Ancien maître de conférences, il a enseigné aux universités de Grenoble et de La Rochelle. Il figurait parmi les initiateurs et les premiers enseignants de l’Institut africain d'informatique (IAI, projet OCAMM, Gabon) de 1970 à 1973. Il a travaillé pour la RNET (Régie Nationale des Eaux du Togo) de 1986 à 1990 comme expert puis directeur informatique.
Sabirou Téouri est ingénieur informaticien du CNAM, Paris. Travailleur indépendant, consultant formateur, il a enseigné à l’université de La Rochelle et travaillé au laboratoire de recherche L3I de La Rochelle.
Les initiateurs regroupent des compétences complémentaires : connaissance du terrain, motivation d’activité dans la Communauté économique des États de l'Afrique de l'Ouest (CEDEAO), maîtrise technologique et didactique, expérience professionnelle. Ils partagent des convictions fortes sur la possibilité de réussir à freiner la fuite des cerveaux par une formation de qualité, et sur la baisse d’attrait de l’émigration qui se fait jour chez les nouvelles générations. Un engagement sur plus de dix ans dans des activités associatives locales leur a montré les potentialités des petites organisations : associations, ONG, PME.

### Financements
La définition du projet, l'achat du terrain et la construction du bâtiment ont été réalisés sur les fonds propres des fondateurs. Le projet a reçu un accueil favorable auprès du Service de coopération et d’action culturelle (SCAC) de l’ambassade de France au Togo. Ceci a conduit à la signature d’un protocole d’appui pour l’achat des équipements techniques au moment de l'installation.
En plus de dons privés, d'autres organismes ont également contribué au développement de l'institut, notamment Togo Télécom, Cabinet d'architecture SARA Consult, ART&P, ITPlex.